# Tuần lộc núi
Tuần lộc núi hay còn gọi là tuần lộc rừng, tuần lộc rừng phương Bắc tuần lộc rừng băng tuyết (Danh pháp khoa học: Rangifer tarandus tarandus) là một phân loài của loài tuần lộc sống trong môi trường hoang dã, chúng là phân loài lớn nhất của các phân loài tuần lộc và có sẫm màu hơn so với tuần lộc hoang. Tên tuần lộc này có lẽ bắt nguồn từ Mi'kmaq xalibu từ hoặc Qalipu.

## Phân bố
Tuần lộc núi phân bố kéo dài rừng phương bắc từ lãnh thổ Tây Bắc đến Labrador. Chúng thích sống chủ yếu sống ở đầm lầy, đồng lầy, ao hồ, sông. Phạm vi lịch sử của tuần lộc rừng phương bắc bao phủ hơn một nửa số rừng ngày nay của Canada, trải dài từ Alaska đến Newfoundland và Labrador và xa hơn nữa về phía nam cũng như New England, Idaho, và Washington. Chúng đã được chỉ định là bị đe dọa vào năm 2002 bởi Ủy ban động vật hoang dã nguy cấp Canada (COSEWIC). Có khoảng 34.000 con tuần lộc núi phương bắc trong 51 đàn còn lại ở Canada. Nguy cơ lớn nhất đối với tuần lộc là sự phát triển công nghiệp, trong đó phá vở môi trường sống của chúng và bị săn bắt ngày càng nhiều.
Các nhà khoa học xem xét chỉ có 30% (17 trong số 57) của quần thể tuần lộc phương bắc của Canada tự bền vững. Chúng cực kỳ nhạy cảm với sự thay đổi của tự nhiên (chẳng hạn như cháy rừng) và con người làm xáo trộn, và thiệt hại môi trường sống, sự tàn phá của thảm thực vật cung cấp môi trường sống và thức ăn cho động vật móng guốc khác, mà lần lượt thu hút nhiều loài săn mồi, gây áp lực lên tuần lộc rừng. Trong quần thể Bắc Mỹ của tuần lộc rừng phân loài thường được hình thành đàn nhỏ bị cô lập trong mùa đông nhưng tương đối ít vận động và di chuyển chỉ với quãng đường ngắn (50–150 km) trong phần còn lại của năm. 

## Mô tả
Một đặc điểm khác biệt của tất cả các tuần lộc là chúng có chiếc móng hình lưỡi liềm lớn thay đổi hình dạng theo mùa và được điều chỉnh để đi bộ trong tuyết phủ và đất mềm như đầm lầy và vùng đất than bùn, và hỗ trợ trong việc đào bới tuyết để tìm thức ăn trên địa y và thảm thực vật đất khác. Chúng có chiều cao vai khoảng 1,0-1,2 m và nặng 110 –210 kg. Cả tuần lộc phương bắc đực và cái đều có gạc. Măc dù một số con cái có thể chỉ có một hoặc không có gạc ở tất cả. Trên những con đực mọc nhanh chóng mỗi năm mà như nhung cục u tháng ba có thể trở thành một nhánh đo hơn một mét chiều dài đến tháng Tám.
Gạc của tuần lộc phương bắc đang phẳng, nhỏ gọn, và tương đối dày đặc, gạc dày hơn và rộng hơn so với những người của tuần lộc hoang khác, và chân và đầu của chúng dài hơn. Chúng đang thích nghi với môi trường lạnh với một cơ thể nhỏ gọn bao phủ với một lớp lông ngoài dày và dài (vào mùa đông dày hơn vào mùa hè). Chúng có một cái mõm lớn cùn, tai rộng ngắn, và một cái đuôi nhỏ. Những con đực có một màu nâu để lông đen nâu vào mùa hè, và trở nên xám trong mùa đông. Những con trưởng thành có biệt cổ màu trắng kem, bờm, vai sọc, dưới bụng, dưới đuôi, và bản vá trên mỗi móng 

## Sinh trưởng
Con cái trưởng thành vào lúc 16 tháng tuổi còn con đực ở 18-20 tháng, nhưng con đực thường không giống trước khi ba hoặc bốn tuổi do tính chất phân cấp của đàn và cạnh tranh giữa các con đực. Tỷ lệ sinh sản của chúng là thấp. Chăn nuôi xảy ra ở cuối tháng Chín và đầu tháng Mười và các con nhỏ được sinh ra vào giữa tháng Sáu mặc dù những ngày này có thể được thay đổi dựa trên khu vực địa lý. Tuần lộc cái và bê mới sinh dễ bị ăn thịt hơn so với tuần lộc di cư, như chúng thường tách biệt với phần còn lại của đàn và vẫn đơn độc cho đến giữa mùa đông.

## Phạm vi
Trong năm 2012 đã phát hiện năm mươi mốt con tuần lộc của dãy tuần lộc rừng rừng ở Canada. Phạm vi cực bắc của phương bắc tuần lộc rừng ở Canada là ở khu vực đồng bằng sông Mackenzie, Northwest Territories. Năm 2000, trong lãnh thổ Tây Bắc, tuần lộc đã có một phạm vi rất rộng lớn và dân số đã được đánh giá và không được coi là có độ rủi ro vào năm 2000. Ngoài ra còn có một dân số nhỏ tuần lộc trong công viên quốc gia Pukaskwa nhưng con số của chúng giảm từ 30 cá thể tuần lộc trong những năm 1970 đến khoảng bốn trong năm 2012 chủ yếu là do bị sói ăn thịt.
Tuần lộc núi đã từng được tìm thấy nhiều trong rừng phương bắc Ontario, tại thời điểm chuyển giao thế kỷ 20 chúng dao động đến phía nam cũng như miền bắc Wisconsin. Các cư dân thường trú cuối cùng đã bị giết ở Minnesota vào năm 1962. Mặc dù nhìn thấy định kỳ của các cá nhân về phía nam của biên giới phạm vi tuần lộc đã rút đi khoảng 34 km/thập kỷ, những biểu hiện của sự sụp đổ dải rộng rãi và sự suy giảm dân số. Mặc dù tuần lộc rừng đã được bảo vệ từ săn bắn thể thao từ năm 1929, Ủy ban ở Canada được liệt kê rừng ở tuần lộc ở Canada là bị đe dọa (có khả năng để trở thành nguy cơ tuyệt chủng nếu các yếu tố hạn chế không đảm bảo) vào năm 2000. Tuần lộc núi có thể tuyệt chủng trước năm 2100.